# Shaun Cummings
Pour les articles homonymes, voir Cummings.
Shaun Michael Cummings (né le 25 février 1989 à Hammersmith, dans le Grand Londres) est un footballeur anglais. Il joue depuis 2018 au poste de défenseur pour le club de Doncaster Rovers.

## Biographie
Entre 2002 et 2008, Shaun Cummings est formé au club londonien de Chelsea mais, bien que signant un contrat professionnel en 2008, il ne joue aucun match avec son équipe. Pour cette raison, il est prêté dès le mois d'août 2008 au Milton Keynes Dons FC. Il passe toute une saison dans ce club de League One (troisième division) et y joue 35 matchs, toutes compétitions confondues.
Durant l'été suivant, il est prêté un mois à une formation de Championship (deuxième division), West Bromwich Albion. Quelques semaines plus tard, Reading, club de la même division, propose à Cummings un transfert définitif qui se concrétise le 2 septembre 2009 et un contrat de trois ans est signé.
Le 12 janvier 2015 il rejoint Millwall.
Le 9 août 2017, il rejoint Rotherham United.
Le 14 novembre 2018, il rejoint Doncaster Rovers.

## Palmarès
Reading
- Championship (D2)
  - Champion : 2012

## Statistiques
| Saison      | Club                 | Pays           | Championnat | Coupes nationales |
| ----------- | -------------------- | -------------- | ----------- | ----------------- |
| 2008 - 2009 | Chelsea              | Premier League | -           | -                 |
| 2008 - 2009 | Milton Keynes Dons   | League One     | 33 matchs   | 2 matchs          |
| 2009 - 2010 | West Bromwich Albion | Championship   | 3 matchs    | 1 match           |
| 2009 - 2010 | Reading              | Championship   | 8 matchs    | -                 |
| 2010 - 2011 | Reading              | Championship   | 11 matchs   | 1 match           |
| 2011 - 2012 | Reading              | Championship   | 34 matchs   | 2 matchs          |
| 2012 - 2013 | Reading              | Premier League | 9 matchs    | 2 matchs          |
| 2013 - 2014 | Reading              | Championship   | 2 matchs    | 1 match           |

Dernière mise à jour : 24 novembre 2013